# Aschenbrier Antal
Aschenbrier Antal (Szélakna, 1849. február 15. – Esztergom, 1897. december 21.) római katolikus pap, teológiai doktor, egyházjogász, történész, egyetemi tanár.

## Élete
A gimnáziumi hat osztályt Selmecbányán elvégezvén, 1865-ben esztergomi papnövendék lett; a 7. és 8. osztályt az érseki líceumban végezte; innen Bécsbe a Pázmány-féle intézetbe küldetett, hogy az egyetemen a hittudományokat hallgassa. Ezek befejezése után 1871. július 31-én áldozópappá szenteltetett és Selmecbányára segédlelkésznek neveztetett ki, ahol két hónapig működött. Innét a bécsi sz. Ágoston-féle felsőbb papnevelő-intézetbe küldték a szigorlatok folytatása végett. 1873-ban hittudorrá avattatott a bécsi egyetemen. Ezután Esztergom segédlelkésze lett, honnan egy hónap múlva a budapesti központi papnevelő intézet tanulmányi felügyelőjévé neveztetett ki. 1874-ben az esztergomi papnevelőben az egyházjog és történelem tanára lett: 1882-ben pedig a budapesti egyetem hittudományi karában az egyházjog nyilvános rendes tanárává neveztetett ki. Az 1886–1887. és 1888–1889. tanévekben a hittudományi kar dékánja volt. 1887-ben a sz. István-társulat megválasztotta a tudományos és irodalmi osztály tagjává.

## Művei
Értekezései és bírálatai megjelentek a Religióban (1875-87), Uj M. Sionban (1874-82), Kathol. Theol. Folyóiratban (1883) és Kath. Szemlében (1887) jelentek meg. Önállóan a következő munkáit adatta ki:
- Beszéd az 1888-89. egyetemi tanévnek ünnepélyes megnyitásakor. Budapest, 1888
- A plébániai anyakönyvekről. Budapest, 1890 (Ism. Irod. Szemle.)